# Antisymmetri
Antisymmetri innebär att en spegling av objektet eller del av objektet tillsammans med en multiplikation med -1 ger hela objektet eller den andra delen. Utan multiplikationen med -1 hade det rört sig om symmetri.
Ett exempel är udda funktioner, som är antisymmetriska under paritetstransformation. Det innebär att {\displaystyle f(-x)=-f(x)} för alla {\displaystyle x} i funktionens definitionsmängd.  En funktion kan skrivas som en summa av en jämn och en udda funktion.
Ett annat exempel är antisymmetriska matriser. En antisymmetrisk matris är en kvadratisk matris där alla element aij= -aji. Detta betyder att elementen i diagonalen är lika med 0. Varje kvadratisk matris kan uttryckas som summan av en symmetrisk och en antisymmetrisk matris.